# 링고 스타
리처드 스타키 경(영어: Sir Richard Starkey, MBE, 1940년 7월 7일 ~ )은 링고 스타(영어: Ringo Starr)로 알려진 영국의 음악가, 작곡가, 배우이다. 비틀즈의 드러머로 활동하며 세계적인 명성을 얻었다. 대개 한 음반의 한 곡에서 리드 보컬로 참여했고, 그중에는 〈With a Little Help from My Friends〉, 〈Yellow Submarine〉, 〈Good Night〉, 그들이 커버한 〈Act Naturally〉 등이 있다. 비틀즈 노래 〈Don't Pass Me By〉, 〈Octopus's Garden〉를 썼고, 〈What Goes On〉과 〈Flying〉 등에서는 공동 작곡가로 기록되었다.
유년기 목숨을 위협받는 병을 앓은 적이 있었고, 장기간의 입원으로 학교 재적을 포기해야 했다. 1955년 노동자 일을 시작해 리버풀의 장비 제조사에서 견습직을 지냈고 영국 국유 철도에서 잠시 근무했다. 그 직후 영국 스키풀 열풍에 관심을 가졌고 장르에 대한 강렬한 존경을 심속에 기르기 시작한다. 1957년 자신의 첫 밴드인 에디 클레이튼 스키플 밴드를 공동결성했다. 1958년 미국 로큰롤에 스키풀 열풍이 무릎을 꿇게 되기 전까지 몇몇 일류 지역 공연장에서 출연계약을 맺었다.
1960년 비틀즈가 결성됐을 때 스타는 다른 리버풀 밴드인 로리 스톰 앤 더 허리케인스의 일원이었다. 그 밴드와 영국 및 함부르크에서 준수한 성적을 거둔 이후 허리케인스를 탈퇴해 피트 베스트 자리를 대체하여 1962년 8월 비틀즈에 합류했다. 스타는 비틀즈 영화들과 여러 다른 작품에서 주역을 연기했다. 1970년 비틀즈의 해산 이후 미국 4위 〈It Don't Come Easy〉, 1위 〈Photograph〉, 〈You're Sixteen〉 등 성공한 싱글을 몇 장 발표했다. 1972년 영국에서 자신의 가장 성공한 싱글 〈Back Off Boogaloo〉 (영국 2위)를 발표했다. 1973년 음반 《Ringo》로 상업적 및 비평적 성공을 이룩했다. 이 음반은 영미 모두에서 10위 내로 진입했다. 수많은 다큐멘터리 및 텔레비전 쇼에서도 출연했다. 아동용 텔레비전 프로그램 《토마스와 친구들》 첫 시즌 2까지 나레이터를 맡았고, PBS의 아동용 텔레비전 시리즈 《샤이닝 타임 스테이션》의 첫 시즌 가운데 〈Mr Conductor〉에서 연기했다. 1989년부터 12번의 변형이 존재한 링고 스타 & 히즈 올스타 밴드와 순회공연을 하고 있다.
스타의 음악에 대한 창조적 공헌은 다른 드러머로부터 찬사를 받았으며, 필 콜린스는 그를 "위대한 음악가"로 높이 불렀고, 스티브 스미스는 "링고 이전에, 드럼 스타는 솔로 능력 및 기교로 판단받았다. 링고의 유명세는 새로운 패러다임을 개척했다 ... 우리는 드러머를 작곡 측면에서 동등한 참여자로 여기게 되었다 ... 그의 파트는 노래에서 너무나 도드라져 보이며 당신은 링고의 드럼 파트만 듣는다 해도 노래가 무엇인지 알 수 있을 것이다."라고 그를 평가했다. 1998년 《모던 드러머》 명예의 전당에 헌액되었다. 2011년 《롤링 스톤》 독자에 의해 역대 5번째로 위대한 드러머로 선정되었다. 1988년 비틀즈의 일원으로 로큰롤 명예의 전당에 헌액되었고, 2015년 솔로 경력을 통해 헌액돼 두 차례 이상 헌액된 21명의 공연자 중 한 명이 되었다.

## 1940–1956: 초기 생애

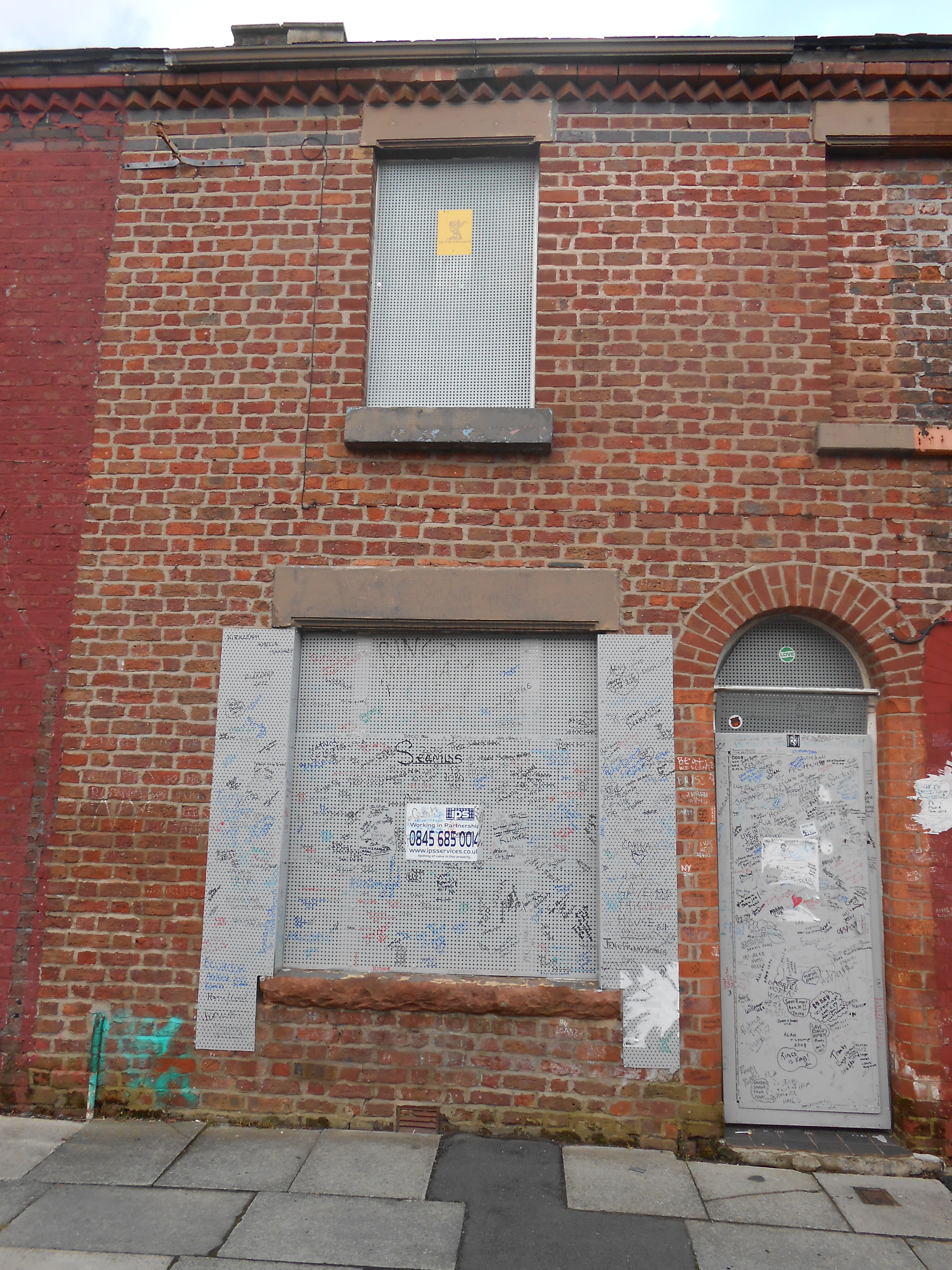
리버풀 딩글 매들린 스트리트에 위치한 스타의 생가

리처드 스타키는 1940년 7월 7일 리버풀 딩글 매들린 스트리트 9번가에서 태어났다. 엘시(혼전성 그리브, 1914–1987)와 리처드 스타키(1913–1981)의 외동아들이다. 엘시는 노래와 춤을 취미로 했고, 스윙의 열렬한 팬인 남편과 이를 공유했다. 아들의 출생 시기에 그들은 스타를 "리치"라는 애칭으로 불렀고 둘이서 지역 무도회장에서 많은 자유시간을 보냈다. 스타의 출산 직후 이러한 정기적 나들이는 곧 중단되었다. 엘시는 거의 집착에 가까울 정도로 스타를 과보호 훈육했다. 이후 "빅 리치"로 불린 스타키의 아버지는 가정에 소홀해졌고 술집에서 술과 춤에 빠져 살았다. 때로 며칠을 연이어 보내기도 했다.
1944년 집세를 줄여보려는 노력으로 가족은 딩글의 다른 교외지역 그루브 애드미럴 10번가로 이사했다. 그 직후 가족은 갈라섰고 그 해 안에 이혼했다. 스타키는 후일 아버지에 대해 "별로 기억나는 게 없다"고 밝혔다. 그의 아버지는 그와 유대감을 가지려는 조금의 노력으로 겨우 3번 방문했다. 엘시는 전 남편이 매주 30실링씩 보내오는 돈으로는 생계를 꾸릴 수 없음을 발견했고, 12년간 집 청소를 하는 등의 천한 일을 도맡아 하다가 지역 술집 종업원으로 고용되었다.
6세, 맹장염이 악화되기 시작한 스타키는 일상적으로 맹장 수술을 받았고, 그러다 복막염에 걸려 수일간을 혼수상태로 보냈다. 그의 회복은 12개월이 소모되었고, 집을 떠나 리버풀 머틀 스트리트 아동병원에서 생활했다. 1948년 5월 퇴원한 이후 어머니는 그가 집에 머무르게 했고 학교 진학은 물 건너갔다. 8세, 아직까지 문맹으로 남아 있었고, 수학 실력 역시 나빴다. 그의 교육 부재는 학교에서 소외되고 있다는 느낌을 들게 만들어, 세프톤 파크에서 적기적으로 무단결석하게 한다. 대리누나이자 이웃 매리 매과이어 크로포드가 수년간 매주 두 번씩 해준 개인교습으로 스타키는 자기 또래 학업에 겨우 근접할 수 있었으나, 1953년 폐결핵에 걸려 요양원에 입원해 2년을 머물렀다. 이곳에 있는 동안 의료직원은 환자를 병원 밴드에 합류시키는 것으로 그들의 운동활동과 무료함 달래기를 했다. 스타키는 여기서 처음 타악기를 접했다. 목화실패로 만든 임시 나무망치였는데, 자기 침대 옆의 서랍을 두들기면서 연주했다. 이윽고 드럼에 대한 관심을 크게 키웠고, 그로포드의 요양선물로 앨린 애인스워스의 노래 〈Bedtime for Drums〉의 악보를 받았다. 스타키는 다음과 같이 회상한다. "병원 밴드에 소속돼 있었어요 ... 진정으로 처음 연주를 했던 곳이죠. 그때부터 다른 일은 시시해졌어요 ... 조부모님은 말돌린과 밴조를 선물하셨지만, 원한 건 그게 아니었어요. 할아버지는 하모니카를 주셨고요 ... 우리는 피아노도 소유했어요. 하지만 원한 건 오직 드럼이었죠."

집 인근 영국국교회 초등학교 세인트 실라스에 재학하게 되었고, 급우들은 그를 "라자루스"라는 별명으로 불렀다. 이후 딩글 베일 신중등학교에 재학해 예술과 드라마, 그리고 역학같은 실용과목에 소질을 보였다. 장기 입원의 결과로 또래의 학업을 따라올 수 없었고 때문에 그래미 스쿨 입학에 요구되는 11플러스 자격시험에 부적격이었다. 1953년 4월 17일 스타키의 어머니가 전 런던 사람이자 첫 결혼 실패 이후 리버풀로 이사한 해리 그레이브스와 재혼했다. 그레이브는 빅 밴드 음악에 열광하는 팬이었고, 그들의 보컬리스트가 스타키에게 디나 쇼어, 세라 본, 빌리 다니엘스의 음반을 소개했다. 그레이브스는 자기와 "리치"는 불쾌한 언쟁은 결코 없었다 밝혔고 스타 역시 "그는 굉장했어요 ... 저는 해리에게서 젊잖음을 배웠습니다."라고 말했다. 스타키의 폐결핵 회복으로 인해 병원 입원일이 확장되었고, 그 뒤로 학교로 복학하는 일은 없었다. 대신 집에 머물러 음악을 듣거나 막대기로 과자상자를 두들기며 연주하곤 했다.

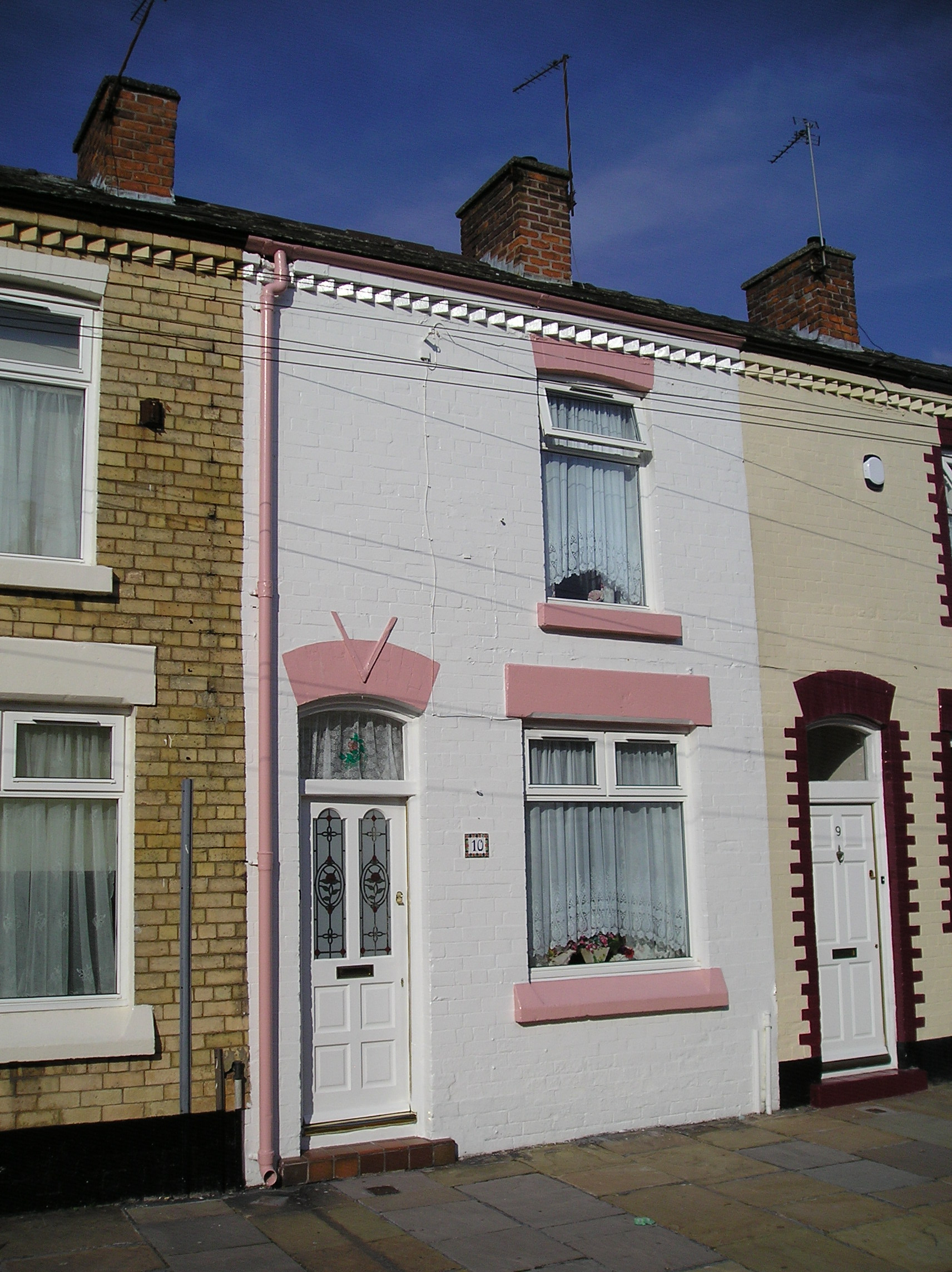
리버풀 그루브 애드미럴 10번가에 위치한 스타키의 유년기 거주지

밥 스피츠가 스타키의 양육을 묘사하기를 "디킨스 소설에 나올 법한 불운 연대기"라 하였다. 집은 "극악의 환기와 우표크기만한 크기 ... 퍼석퍼석 떨어져 나가는 벽토를 대충 수리한 벽에 달린 뒷문은 옥외 변소와 연결되어 있었다." 크로포드는 "딩글에 살던 모든 가족들처럼 그도 생존을 위한 고군분투의 참가자였다."고 말했다. 이곳에서 살던 아이들은 지역 사람들의 석탄연료에서 나오는, 검댕으로 가득찬 공기에서 탈출해 프린스 파크에서 많은 시간을 때웠다. 그들의 어려운 사정은 이뿐만이 아니었다. 리버풀의 낡고 궁핍한 도심지구에서 살아가는 사람들의 거의 일관된 걱정거리 중 하나는 난폭한 범죄였다. 스타키는 이렇게 회상했다. "머리를 푹 숙이고, 눈은 연 채로 있어야 했죠. 그리고 누구도 방해해선 안됐어요."
1955년 말 요양원에서 집으로 돌아온 스타키는 노동자 일을 시작했지만 동기 및 훈련이 부족했다. 그가 돈벌이가 될 거로 생각한 초기 취업 시도는 성공적이지 못한 거로 나타났다. 따뜻한 옷 몇 벌을 구해볼 생각으로 고용주가 옷을 제공하기로 된 철도 근로자 일을 잠시 했다. 모자는 배급받았으나 유니폼은 받지 못했고, 신체검사를 통과하지 못해 일시해고된 후 실업 수당을 받았다. 그 뒤 리버풀에서 노스웨일스로 향하는 여객선에서 음료를 나르는 일을 구했지만, 영국 해병에게 향해 일을 잘한다는 인상을 부여해 군에서 징집될 지 모른다는 두려움으로 일을 그만두었다. 1986년 중반 그레이브스는 스타키를 위해 리버풀 장비 제작소의 견습 기술자 자리를 힘겹게 구했다. 제작소에서 일하던 중 친구가 된 로이 트래포드와 음악에 가진 흥미라는 공통분모로 우정을 쌓았다. 트래포드는 스타키에게 스키플을 소개했고 그는 즉시 강렬한 존경심을 품게 됐다.

## 1957–1961: 첫 밴드
트래포드가 스타키의 스키플 흥미를 잡아끈대 이어 그 두 명은 제조공장의 지하저장실에서 점심시간이 되면 곡을 연습하기 시작했다. 트래포드가 회상하기를 "저는 기타를 연주했고, [리치]는 단순히 상자로 소음을 냈죠 ... 가끔씩 그 녀석은 과자상자를 열쇠뭉치로 내려지거나 의자 등받이를 때리기도 했어요." 그들은 스타키의 이웃이자 직장동료인 기타리스트 에디 마일스와 합류해 에디 마일스 밴드를 결성했다. 이후 리버풀 명소의 이름을 따 에디 클레이튼 앤 더 클레이튼 스퀘어로 개명했다. 밴드는 〈Rock Island Line〉, 〈Walking Cane〉 등 유명 스키플 곡을 연주했고, 스타키는 골무를 끼고 빨래판을 문질러 원시적이면서 강렬한 리듬을 만들었다. 몇 년 전부터 가족들과 춤을 즐겼던 스타키는 트래포드와 잠시 두 학교에서 열리는 춤 강습에도 참여했다. 비록 강습은 단명했으나 그들에게 춤의 지침서를 제공했고, 밤 외출에서 그들은 능숙한 춤 실력을 뽐낼 수 있었다.
1957년 성탄절 그레이브스는 스네어 드럼, 베이스 드럼, 오래된 콩 뚜껑으로 만든 임시 심벌즈로 짜여진 드럼키트를 선물했다. 비록 구색만 갖춘 대강대강한 키트였으나, 그의 음악적 성숙을 길렀고 에디 클레이튼 밴드의 상업적 잠재력 또한 오르기 시작했다. 밴드는 1958년 영국에서 미국 로큰롤의 유명세에 스키플 붐이 한 풀 꺾이기 전 일류로 취급받던 지역 공연장에서 출연계약을 맺었다.
1959년 11월 스타키는 앨 칼드웰의 텍사스계 스키플 그룹에 합류했다. 이 밴드는 제대로 된 드럼 키트를 소유한 사람을 구해 리버풀 최고의 스키플 공연자 중 하나에서 완전한 로큰롤 밴드로 탈바꿈되기를 갈망했다. 그들은 곧 레깅 텍산이라는 이름으로 지역 클럽에서 연주를 시작, 곧 로리 스톰 앤 더 허리케인스로 개명하는데 그때가 스타 영입 직전의 일이다. 그즈음 스타키는 자기 무대 이름으로 링고 스타를 사용한다. 그가 착용한 반지에서 유래된 것이며, 한편으로 컨트리 앤 웨스턴의 영향도 은연적으로 반영했다. 그의 드럼 솔로는 "스타 타임"으로 칭해졌다.
1960년 초엽 허리케인스는 리버풀의 중견 밴드로 성장한다. 5월, 웨일스에 소재한 버틀린 휴가용 캠프장에서 세 달간 전속밴드로 일해달라는 제의를 받는다. 스타는 당시 5년간의 기술자 견습에서 1년을 남겨두고 있던 상황이라 당초 승낙을 머뭇거렸으나, 결국 합의에 동의했다. 버틀린 공연은 그들에게 기회를 제공했고 그중에는 불쾌했던, 프랑스에 주둔한 미 공군 순회공연도 있었다. 스타는 "프랑스인은 영국인을 싫어했어요. 저도 그들이 싫었으니 피장파장이었죠."라 회상했다. 이윽고 크게 성공한 허리케인스에게 함부르크에서의 공연 제의가 날아왔는데, 그때는 버틀린 건의 책무에 집중해야 했기에 거절했다. 밴드는 결국 승낙해 1960년 10월 1일 브루노 코슈마이더 소유 카이저스켈러에서 비틀즈에 합류했다. 스타는 이때 비틀즈를 처음 만났다. 스톰의 허리케인스는 비틀즈를 뛰어넘는 최고의 홍보가 시행되었고, 비틀즈는 그들보다 적은 보수를 받았다. 함부르크에서, 스타는 비틀즈와 대체자로서 몇 번 공연을 가졌다. 1960년 10월 15일 허리케인스의 가수 루 월터스의 조지 거슈윈/듀보즈 헤이워드의 아리아 〈Summertime〉 녹음현장에서 존 레논, 폴 매카트니, 조지 해리슨과 반주를 넣음으로써 처음 그들과 녹음한다. 스타가 함부르크에서 처음 체류할 당시 토니 셰리던을 만난 바 있는데, 그는 스타의 드럼연주 능력을 좋게 보고 간단히 허리케인스를 그만두고 자기 밴드에 들어오라 제안했다.

## 1962–1970: 비틀즈

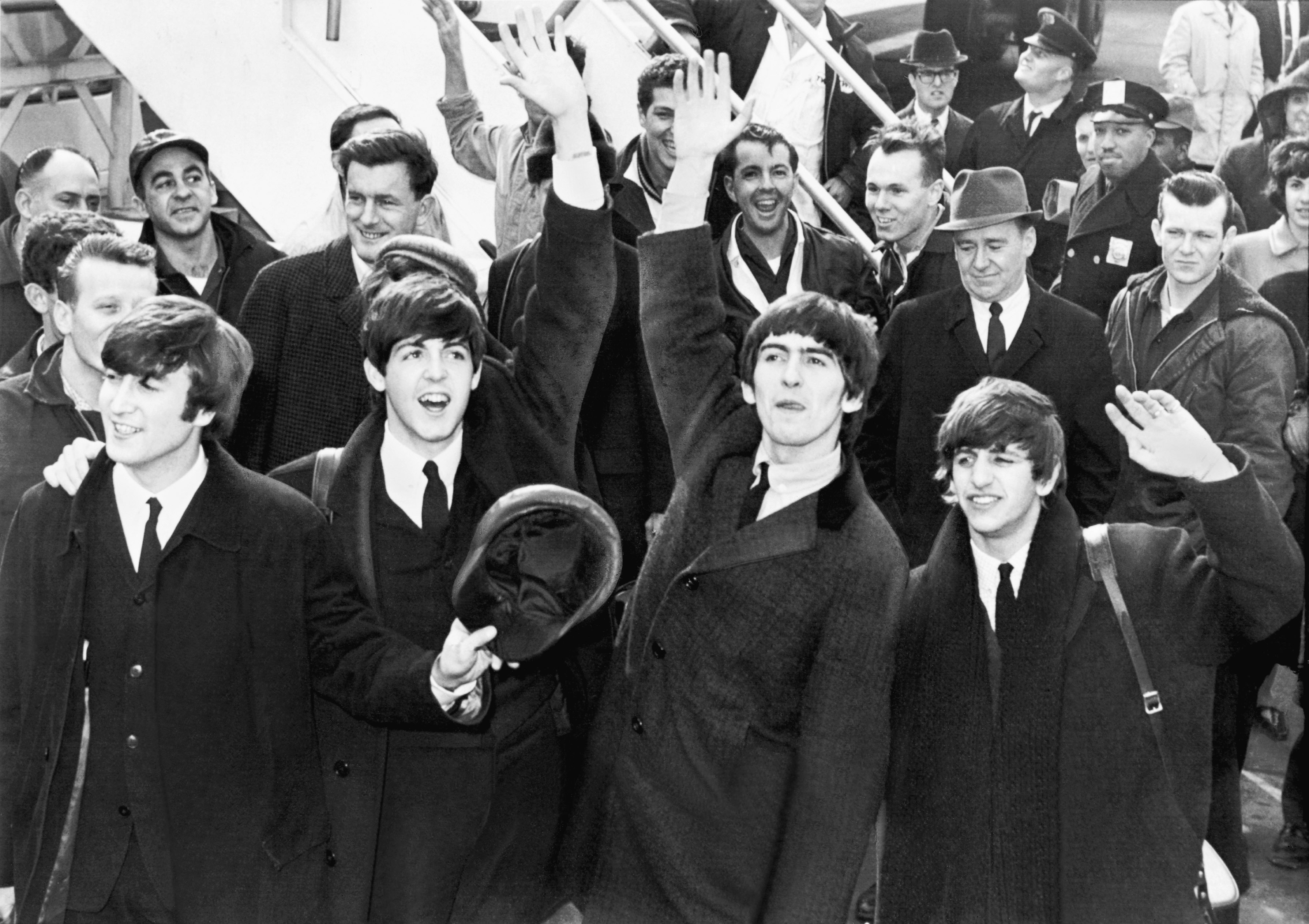
1964년 2월 7일 존 K. 케네디 국제공항에 도착한 비틀즈. 스타는 우측에 보인다.

1962년 1월경 스타는 로리 스톰 앤 더 허리케인스를 나와 셰리던에 잠시 합류했다. 이후 버틀린 제3 시즌을 시작하기 위해 허리케인스로 돌아왔다. 8월 14일 레논이 비틀즈에 들어오라고 권했고 이에 승낙한다. 8월 16일 비틀즈의 매니저 브라이언 엡스타인이 피트 베스트를 해고했다. 그가 당시를 회고하길 "그는 '내게 줄 나쁜 소식이 있다. 녀석들이 너를 퇴출하고 링고를 영입하길 원해'라고 했습니다. 그는 [비틀즈의 프로듀서] 조지 마틴이 제 연주에 못마땅했고 녀석들도 내가 맞지 않다고 생각한다 말했어요." 스타가 밴드원으로서 첫 공연한 날은 1962년 8월 18일이었고, 장소는 포트 선라이트에서 열린 원예학회 무도회였다. 다음날 캐번 클럽에서 공연한 뒤, 베스트의 해고에 분개한 그의 팬들이 스타의 집과 클럽 외부에서 농성을 부리며 "피트 영원히! 링고 퇴출!"이라고 소리쳤다. 해리슨은 화난 팬들에게 눈 한쪽을 맞아 멍이 들었고 엡스타인은 자기 차 타이어가 납짝해진 것을 발견해 임시 경호원을 고용했다.
스타가 비틀즈의 일원으로서 처음 가진 녹음 세션은 1962년 9월 4일이었다. 스타는 마틴이 자신을 "산만하고 연주를 못 한다고 생각했어요 ... 제가 타악기와 드럼을 동시에 연주했기 때문이었죠. 우리는 그저 4인조 밴드였어요."라고 말해 이같이 밝혔다. 1962년 9월 11일 두 번째 세션에서 마틴은 스타를 대체해 앤디 화이트를 고용했다. 이날 비틀즈의 첫 싱글이 되는 〈Love Me Do〉, 뒷면 〈P.S. I Love You〉를 녹음하기로 되어 있었다. 스타는 〈Love Me Do〉에서 탬버린을 연주했고 〈P.S. I Love You〉에서 마라카스를 연주했다. 비틀즈에서의 자기 처지를 걱정한 그는 "이젠 끝이군. 나도 피트 베스트 취급을 받게 되겠지."라고 생각했다. 마틴은 이후 소회를 풀었다. "저는 단순히 링고가 어떤 인물인지 몰랐고 그러한 위험부담을 감수할 준비가 되지 않았어요."
1962년 11월 스타는 비틀즈 팬에게 수용되었다. 또한 그가 부르는 곡을 듣고 싶다는 성원의 목소리도 있었다. 그 직후 스타에게는 다른 일원과 동일한 양의 팬 편지가 도착해 그의 밴드 내 입지를 굳히는데 기여했다. 스타는 자기가 다른 비틀즈 일원과 같은 "파장"을 지닌 것을 다행이라 생각한다고 밝혔다. "저는 그래야 했어요. 안 그러면 퇴출 뿐이었니 말이죠. 저는 그들과 사람들로서 [원문 그대로임] 그리고 드러머[로서] 함께해야 했어요." 레논과 매카트니의 출판회사 노던 송스로부터는 작은 지분을 받은 바 있었으나 그의 주소득처는 밴드의 콘서트 순수익으로 운영되는, 비틀즈 유한책임회사에서 지급받는 4분의 1의 몫에서 비롯되었다. 비틀즈와 함께한 성공 이후 그는 자기 생활방식을 다음과 같이 설명했다. "전 3년간 나이트클럽에 상주했습니다. 직통으로 파티하는 성향이었죠." 자기 아버지처럼 그 역시 한밤에 춤을 추는 것으로 유명했고, 그의 춤 실력은 호평을 받은 것으로 알려졌다.
1963년 비틀즈는 영국 내 인기도 상승을 달갑게 받아들였다. 1월 비틀즈의 두 번째 싱글 〈Please Please Me〉가 영국 차트에 진입했고 성공한 《탱크 유 러키 스타스》 출연으로 호평을 얻음으로써 판매고 및 라디오 방송횟수가 수직상승했다. 그해 연말 비틀마니아로 알려진 현상이 나라 전체에 확산되었다. 1964년 2월 비틀즈는 세계적으로 성공, 그들의 《에드 설리번 쇼》 출연은 7,300만 명이 시청한 것으로 집계되었다. "미국 방문에서 비로소 제가 유명하단 것을 알았어요. 제게 손을 흔들어대며 질러대는 아이들의 고함은 저를 어안이 벙벙하게 했습니다. 저는 개성을 통해 해냈습니다 ... 우리가 어필한 것은 ... 혈기왕성한 우리 자신이었죠."라고 스타는 회상했다. 그는 당시 일부 곡의 영감으로 작용했는데, 그중 페니 발렌타인의 〈I Want to Kiss Ringo Goodbye〉와 롤프 해리스의 〈I Want to Ringo for President〉가 있다. 1964년 "I love Ringo" 옷깃 핀은 다른 밴드원 상품보다 많이 팔렸다. 비틀즈의 라이브 공연에서도 "스타 타임"은 계속되었고 그의 팬들 가운데서 유명했다. 여기서 레논은 스타의 키트 앞쪽에 마이크로폰을 배치해 그가 주목받는 장면을 준비했고, 이내 관객석에서는 환호가 터져나왔다. 비틀즈가 영화 데뷔작 《하드 데이즈 나이트》를 제작했을 때 스타는 평단의 큰 호평을 받았다. 평론가는 그의 진지한 한 마디 농담과 더불어 그의 무대사 장면을 영화의 하이라이트로 꼽았다. 무대사 장면들의 확장은 리처드 레스터가 시행했는데, 스타가 어젯밤 수면을 충분히 하지 않았기 때문이었다. 스타는 여기에 한 마디 했다. "밤새도록 마시느라 제대로 대사를 발음하지 못했거든요." 엡스타인은 스타가 받은 호평의 이유를 "소인의 예스러움"으로 진단했다. 비틀즈 두 번째 장편영화 《헬프!》 개봉 이후 스타는 《멜로디 메이커》가 여론조사한 극중 중심 등장인물 투표에서 다른 비틀즈 일원을 물리치고 우승했다.
1964년의 《플레이보이》 인터뷰 도중 레논은 베스트가 아파 스타가 그의 자리를 대신한 경험을 풀었는데, 스타는 "[베스트는] 자기를 아프게 하려고 약을 삼켰다."고 말했다. 그 직후 그 발언에 성난 베스트가 그에게 명예훼손 소송을 제기했다. 4년간의 소송전 끝에 법원은 베스트의 손을 들어주는 것으로 비밀합의에 도달했다. 6월 비틀즈는 덴마크, 네덜란드, 아시아, 오스트레일리아, 뉴질랜드로 순회공연을 돌 준비를 했으나 스타는 투어 시작 전날에 병이 났다. 고열, 인두염, 편도염을 앓던 그는 결국 지역 병원에 잠시 입원한 뒤 집에서 며칠간 요양을 했다. 이 당시 스타의 자리는 임시로 24살의 세션 드러머 지미 니콜이 맡아 5일간 콘서트에 동참했다. 병원에서 퇴원한 스타는 6월 15일 멜버른 공연에서 밴드와 합류했다. 후일 스타는 자기 병환으로 영영 자리가 교체될까봐 두려웠다고 인정했다. 8월 비틀즈가 밥 딜런과 만났을 때 스타는 그가 건내는 대마초 담배를 피웠다. 반면 레논, 매카트니, 해리슨은 머뭇거렸다.
1965년 2월 11일 스타는 1962년 첫 만남을 가졌던 모린 콕스와 결혼했다. 이때 비틀마니아는 그에게 사상 최대의 스트레스 및 압박감을 심어줬다. 그는 몬트리올 공연 전 전화로 살인협박을 받았고 그는 자기 심벌즈를 세로로 세워 암살위협에서 방어할 용도로 활용했다. 비틀즈의 명성에서 말미암은 일관된 압박은 이들의 라이브 공연에도 영향을 미쳤다. "우리는 점차 나쁜 음악가로 변모했습니다 ... 잠시도 쉴 수 없었습니다."라고 스타는 말했다. 아울러 다른 밴드원으로부터 소외된다는 느낌을 갈수록 많이 느끼게 되었다. 그들은 당시 스타의 연주가 필요하지 않은 록 음악의 전통적 경계를 넘나들고 있었다. 녹음 세션에서, 스타는 다른 밴드원이 자기 없이 완벽한 트랙을 완성할 수시간 동안 로드 매니저 닐 애스피널과 공연 매니저 맬 에반스와 카트 게임을 했다. 《멜로디 메이커》가 출간한 팬 편지에서 한 팬은 비틀즈에게 스타가 더 많은 곡을 부르게 해달라고 요구했다. 스타는 "매 앨범마다 한 곡을 부를 수 있어 꽤 행복했다."고 답했다.
1966년 8월 비틀즈는 일곱 번째 영국 LP가 되는 《Revolver》를 발표했다. 음반의 수록곡에서 스타가 리드 싱어로 참여한 〈Yellow Submarine〉는 영국 차트 1위를 달성했다. 그달 이후 투어로 지나친 압박감에 시달린 비틀즈는 샌프란시스코 캔들스틱 파크에서 30분짜리 마지막 콘서트를 단행했다. 스타는 "우리는 적시에 투어를 그만두었어요. 4년의 비틀마니아 시기는 모두를 지치게 했습니다."라고 했다. 12월 부촌 지역에 위치하며 서니 하이츠로 불리는 3에이커 세인트 조지 힐로 이사했다. 수많은 텔레비전, 조명기기, 영화 영사기, 스테레오 장비, 당구대, 고카트 트랙, 더 플라이 카우라는 명칭의 바를 들였지만 드럼 키트는 들이지 않았다. 스타는 "우리가 녹음하지 않으면 전 연주하지 않아요."라고 설명했다.
1967년 비틀즈는 역사적인 음반 《Sgt. Pepper's Lonely Hearts Club Band》을 발표, 스타는 레논-매카트니 작품 〈With a Little Help from My Friends〉에서 리드 보컬로 불렀다. 비틀즈는 광범위한 상업적 및 평론적 성공을 달갑게 받아들였지만 LP 녹음에서 보낸 시간에서 스타는 밴드 내에서 소외감을 크게 느꼈다. "[이건] 우리 최고의 음반이라고 부를 수 없어요. 모두가 최고의 기량을 발휘했지만, 저는 뒷전에 물러나 세션 음악가 노릇을 해야 했습니다 ... 그들은 내가 할 수 있는 스타일로 인도했어요." 작곡에 대한 그의 불능은 녹음 세션에서 그의 영향을 최소화하게 만든다. 종종 매카트니, 레논, 해리슨의 곡에서 작은 타악기 효과를 입힐 때나 쓰이는 존재로 격하된 게 아닐까 하는 생각도 했다. 일을 하지 않을 때면 스타는 자기 기타를 연주했다. 그는 "저는 아무도 신경쓰지 않은 코드를 연주했어요. 제 곡의 대다수는 12개의 마디로 쓰였어요."라고 했다.
1967년 8월 엡스타인의 타계로 비틀즈의 매니지먼트는 공백 상태였다. 스타는 발언했다. "우리에게 있어 기묘한 시간이었어요. 우리가 사업에서 의지한 사람이었고, 또 사업은 저희와 인연이 없었습니다." 그 직후 밴드는 실패한 영화 프로젝트 《매지컬 미스터리 투어》를 개시했다. 당시 스타는 사진술에 대한 관심이 커지고 있었고 그는 영화에서 촬영감독을 수행, 영화의 편집에서 그의 호적수가 되는 사람은 매카트니 뿐이었다.

## 디스코그래피

### 스튜디오 앨범
1. 《Sentimental Journey》 (1970년 3월 27일) 영국 #7, 미국 #22
2. 《Beaucoups of Blues》 (1970년 9월 25일) 미국 #65
3. 《Ringo》 (1973년 11월 9일) 영국 #7, 미국 #2
4. 《Goodnight Vienna》 (1974년 11월 15일) 영국 #30, 미국 #8
5. 《Ringo's Rotogravure》 (1976년 9월 17일) 미국 #28
6. 《Ringo the 4th》 (1977년 9월 30일) 미국 #162
7. 《Bad Boy》 (1978년 6월 16일) 미국 #129
8. 《Stop and Smell the Roses》 (1981년 11월 20일) 미국 #98
9. 《Old Wave》 (1983년 6월 16일)
10. 《Time Takes Time》 (1992년 5월 22일)
11. 《Vertical Man》 (1998년 6월 15일) 미국 #61
12. 《I Wanna Be Santa Claus》 (1999년 10월 24일)
13. 《Ringo Rama》 (2003년 3월 24일) 미국 #113
14. 《Choose Love》 (2005년 6월 7일)
15. 《Liverpool 8》 (2008년 2월 15일)
16. 《Y Not》 (2010년 2월 19일)

### 컴필레이션 앨범
- 《Blast From Your Past》 (1975년 12월 12일) 미국 #30
- 《Starr Struck: Best of Ringo Starr, Vol. 2》 (1989년 2월 24일)
- 《The Anthology... So Far》 (2001년 1월 19일)

### 라이브 앨범
- 《Ringo Starr and His All-Starr Band》 (1990년 10월 8일)
- 《Ringo Starr and His All Starr Band Volume 2: Live From Montreux》 (1993년 9월 13일)
- 《Ringo Starr and His third All-Starr Band-Volume 1》 (1995년 8월 12일)
- 《VH1 Storytellers》 (1998년 10월 19일)
- 《King Biscuit Flower Hour Presents Ringo & His New All-Starr Band》 (2002년 8월 6일)
- 《Tour 2003》 (2004년 3월 23일)

## 서훈
- 1965년 대영 제국 훈장 5등급(MBE) 수훈[3]
- 2018년 기사작위(Knight Bachelor) 서임[1]